# George Auriol
Pour les articles homonymes, voir Auriol.
George Auriol, de son vrai nom Jean-Georges Huyot, né le 26 avril 1863 à Beauvais et mort le 2 février 1938 en son domicile dans le 18e arrondissement de Paris, est un poète, chansonnier, peintre et graphiste français. On lui doit également la création de nombreux caractères typographiques.
Il est le père du critique de cinéma et scénariste, Jean George Auriol (1907-1950).

## Biographie
Jean-Georges Huyot commence sa carrière en 1885, à l'âge de 22 ans, comme secrétaire de la rédaction du Chat noir, journal satirique édité de 1882 à 1897 par le célèbre cabaret de Montmartre de même nom. Il compose lui-même plusieurs chansons, dont la plus célèbre est la romance Quand les lilas refleuriront.
Au Chat noir, il se lie d'amitié avec Steinlen, Henri Rivière, Jean Moréas, Antonio de La Gandara, Caran d'Ache ou Alphonse Allais.
Il collabore également à des revues et magazines comme L'Estampe et l'Affiche et Cocorico. Il réalise également des illustrations et des lettrages pour Larousse et Hachette. En 1893, il crée le logotype du Journal des artistes.
En 1901, il se lance dans la typographie et crée plusieurs caractères d'imprimerie d'inspiration Art nouveau, dont celle qui porte son nom, et dont Hector Guimard s'inspira pour le lettrage des stations du métro parisien, l'Auriol.
Il collabore avec la Fonderie Georges Peignot et fils, pour laquelle il crée plusieurs polices de caractères : la Française-légère, la Française-allongée, l'Auriol-labeur, l'Auriol-champlevé et la Robur. Il est également l'auteur de trois livres consacrés aux cachets et aux monogrammes.
Il finit sa carrière comme professeur de dessin à l'École Estienne, à partir de 1924, avant de s'éteindre à Paris le 3 février 1938, à l'âge de 75 ans. Il est enterré au Cimetière des Batignolles

## Galerie

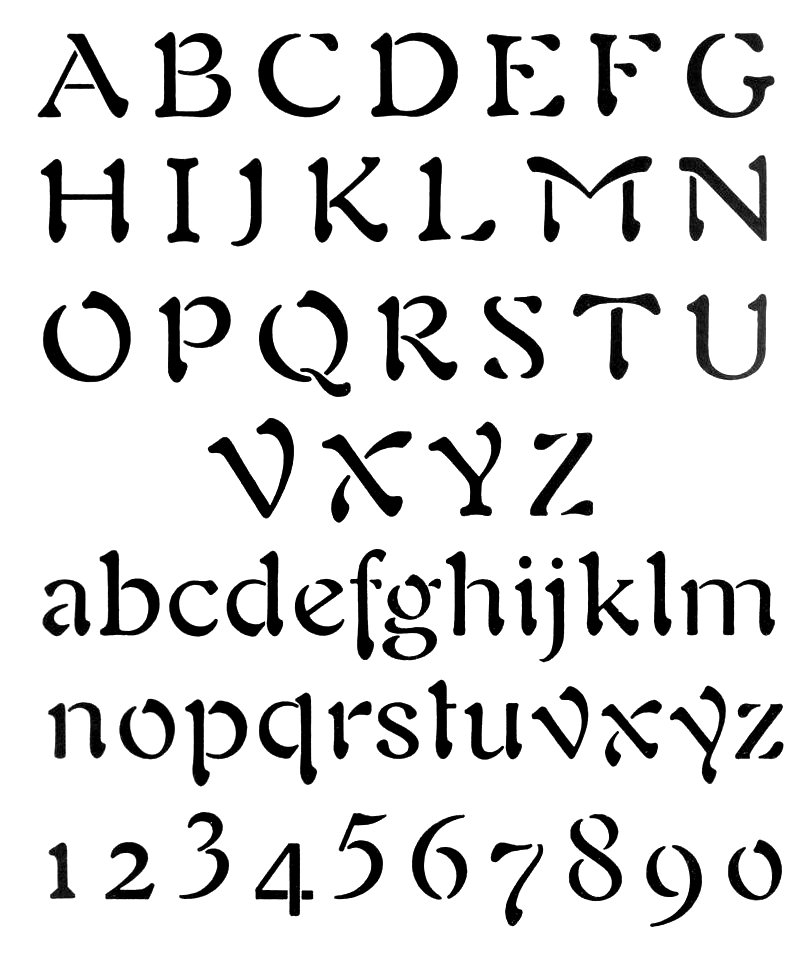
Auriol, fonte d'imprimerie
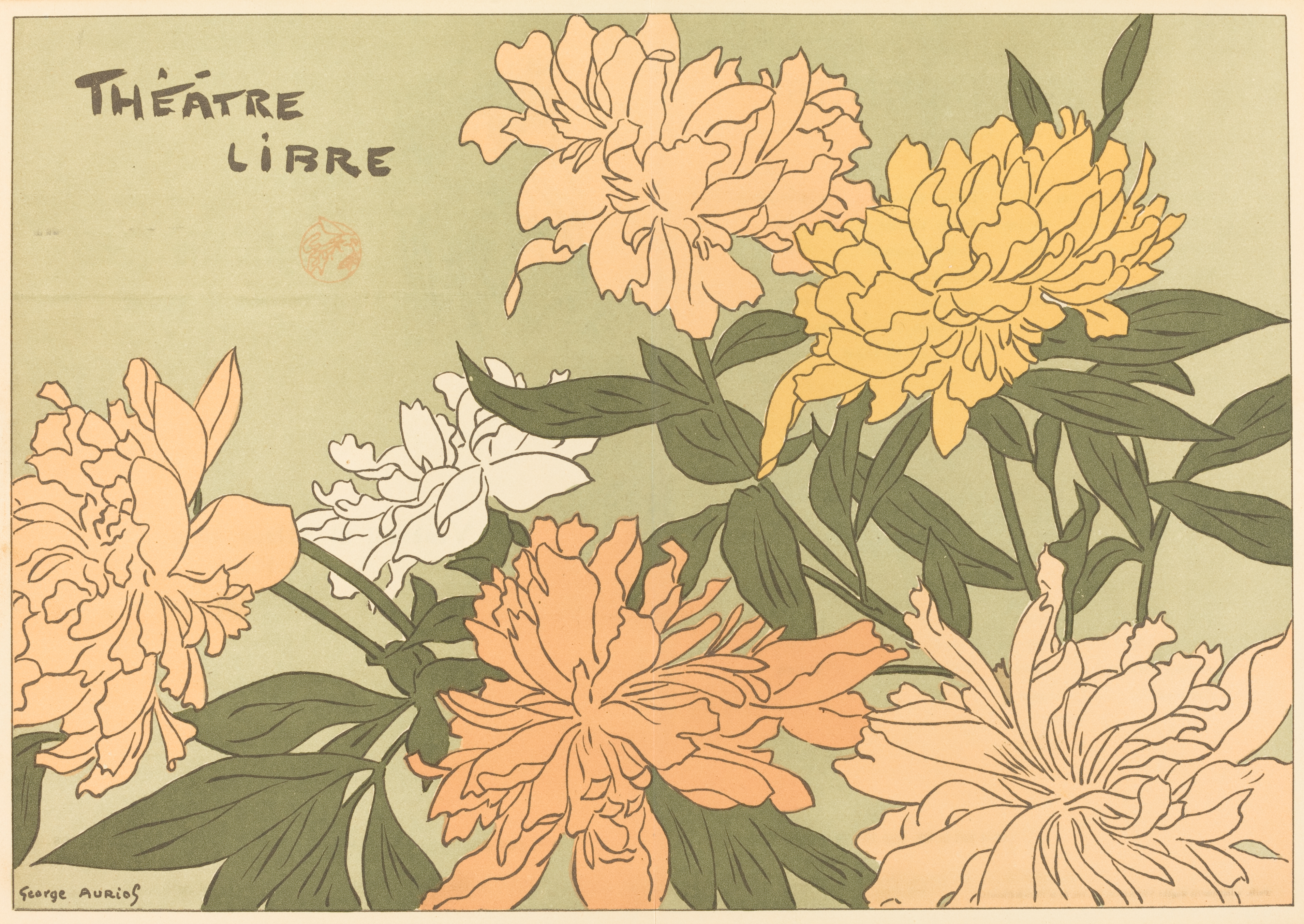
Théâtre-Libre, affichette en lithographie, 1890
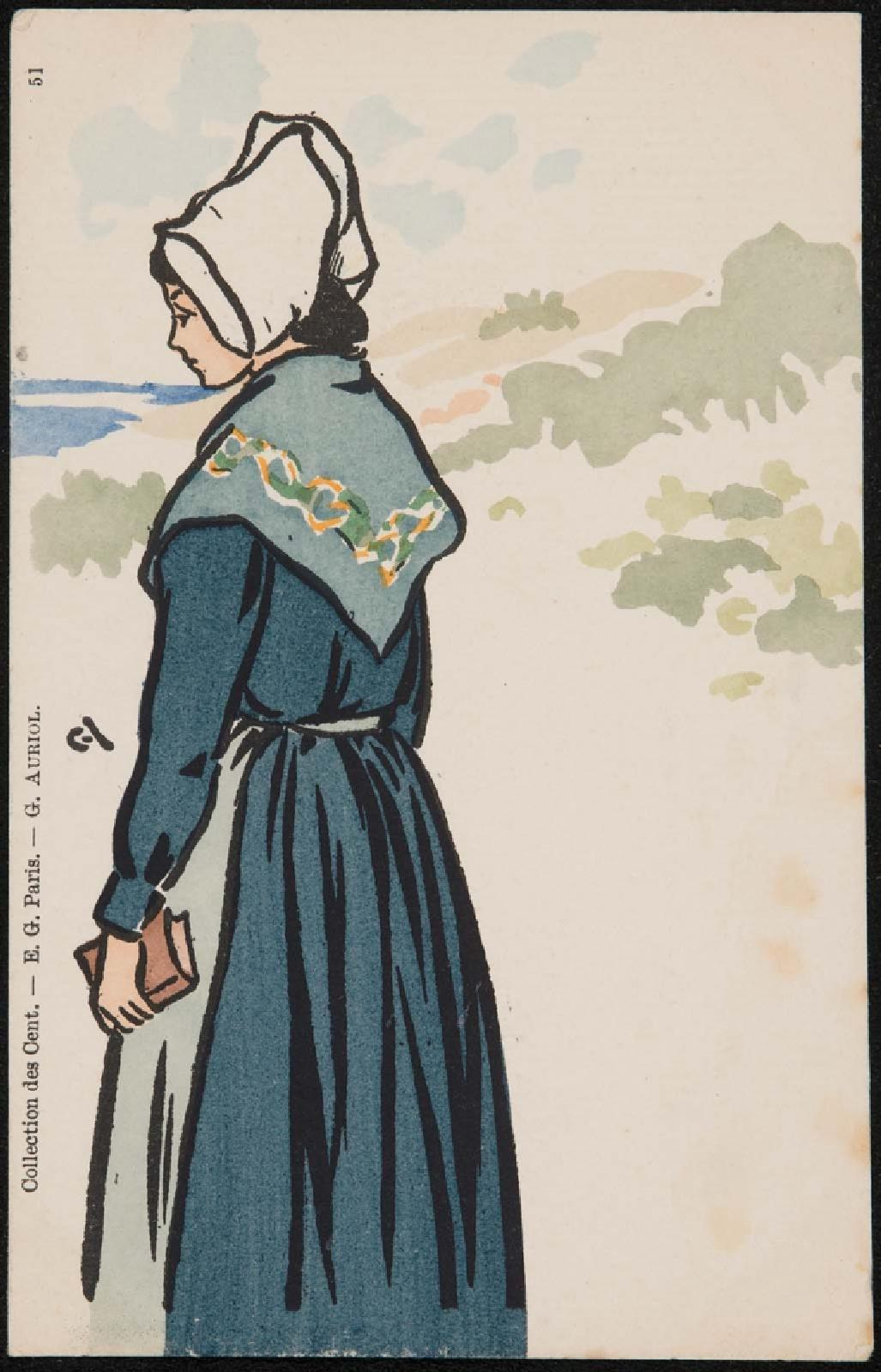
Image pour la Collection des cent (avant 1903)
Scheherazade, lithographie pour Art et Décoration, 1901